# Motors (métro de Barcelone)
Motors est une future station de la ligne 10 du métro de Barcelone.
La prévision initiale était d'ouvrir la station en 2007, mais en raison des contretemps, on estimait qu'elle serait opérationnelle en 2014. La prévision actuelle est de l'inaugurer en 2026.

## Situation sur le réseau
Cette station fait partie du tronçon sud de la ligne 10 et disposera d'ascenseurs et d'escalators. Elle sera située sur l'avenue de la Zona Franca, à la hauteur de la rue Motors, dans la future zone résidentielle de la Marina del Prat Vermell.

## Histoire
Cette station apparaît projetée dans le tracé d'une des branches de la ligne 9 dans le PDI 2001-2010. Le 15 octobre 2010, la Generalitat de Catalogne a attribué la construction, la conservation, l'entretien et l'exploitation de la station, pour une période de 30 ans, à un consortium formé par les entreprises Dragados, Comsa Emte Concessions et ACSA Obres i Infraestructures.
Le 12 mars 2011, alors que le tunnel et les quais étaient déjà construits, le conseiller au Territoire et à la Durabilité, Lluís Recoder, a annoncé que, en raison de coupes budgétaires, la mise en service de la station était reportée indéfiniment. Ainsi, les accès et les vestibules ne seront pas construits avant l'urbanisation du futur quartier de la Marina del Prat Vermell, qu'elle doit desservir,. La prévision actuelle est de l'inaugurer entre 2025 et 2026.